# ألبرت بوردمان
ألبرت بوردمان (بالإنجليزية: Albert Boardman)‏ (1870 في المملكة المتحدة - 1943) هو لاعب كرة قدم بريطاني (وحمل سابقاً جنسية المملكة المتحدة لبريطانيا العظمى وأيرلندا) في مركز حراسة المرمى. لعب مع بورت فايل وستوك سيتي وDresden United F.C. ‏.